# San Francisco Chapulapa (kommun)
San Francisco Chapulapa är en kommun i Mexiko.   Den ligger i delstaten Oaxaca, i den sydöstra delen av landet, 300 km sydost om huvudstaden Mexico City.
Följande samhällen finns i San Francisco Chapulapa:
- Guadalupe Siete Cerros
- San Francisco Chapulapa
- Hierba Buena
- Santo Tomás
- El Ocotal
- La Reforma